# کوزیمو روسلی

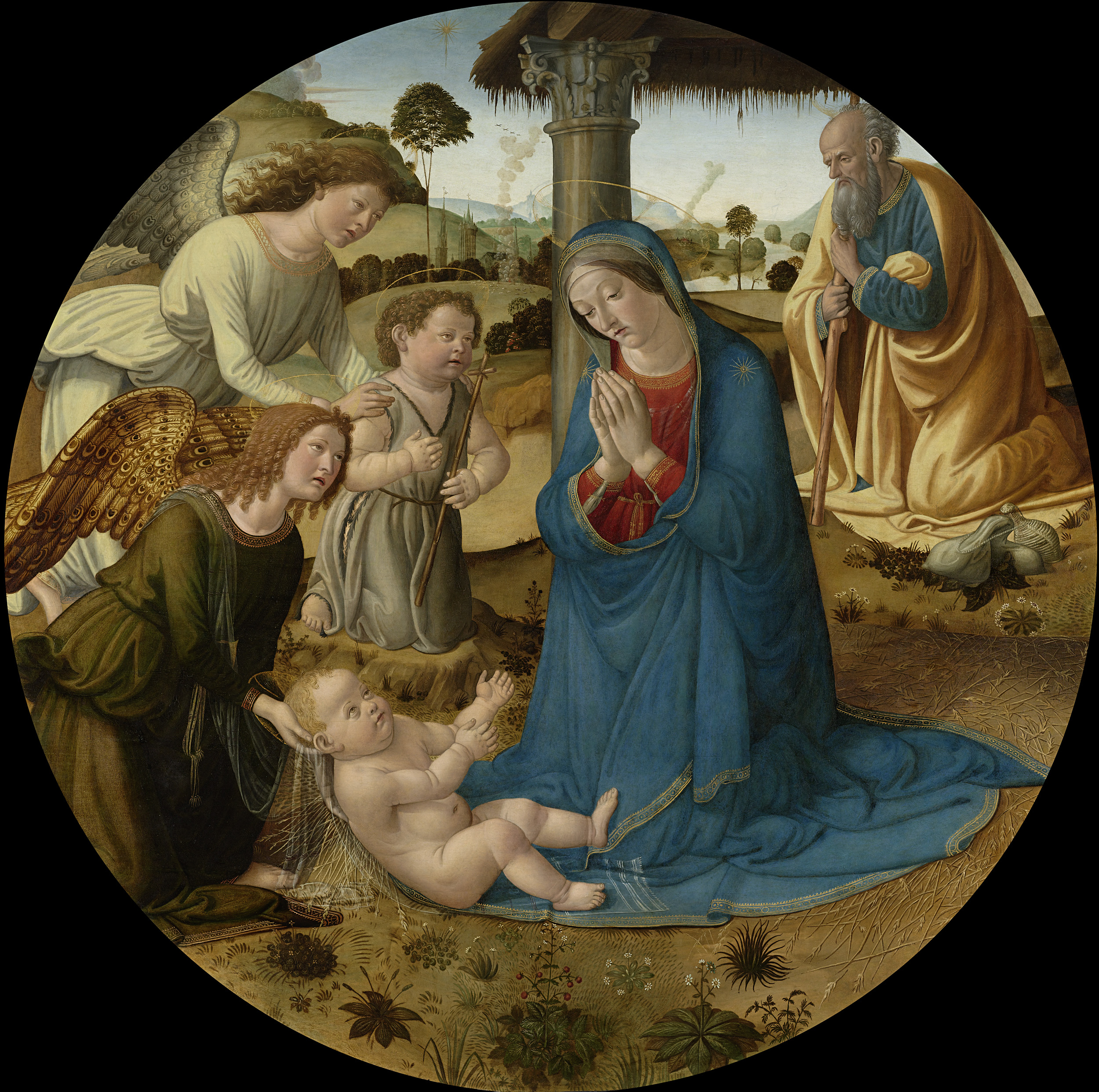
ولادت،دهه ۱۴۹۰

کوزیمو روسلی (به ایتالیایی: Cosimo Rosselli)، (زاده حدود ۱۴۳۹–درگذشته ۱۵۰۷) نقاش ایتالیایی اوایل رنسانس یا (کواتروچنتو) بود که در اوایل کارش بیشتر در محل تولدش فلورانس و همچنین لوکاو از سال ۱۴۹۰ در کلیسای سیستین فعال بود و در آن کلیسا در دیوارهای کناری چندین پنل بزرگ فرسکو نقاشی کرد.

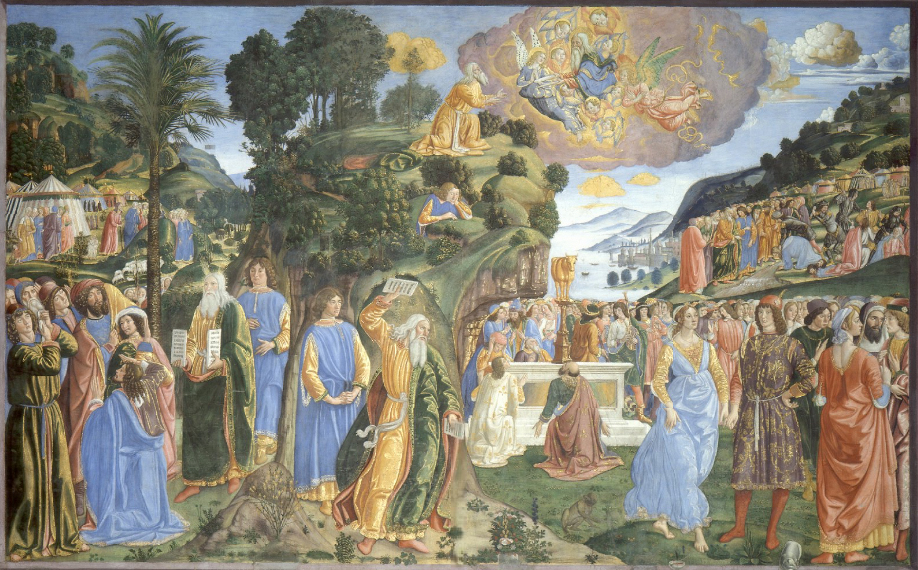
در دست داشتن لوحه‌های قوانین، کلیسای سیستین

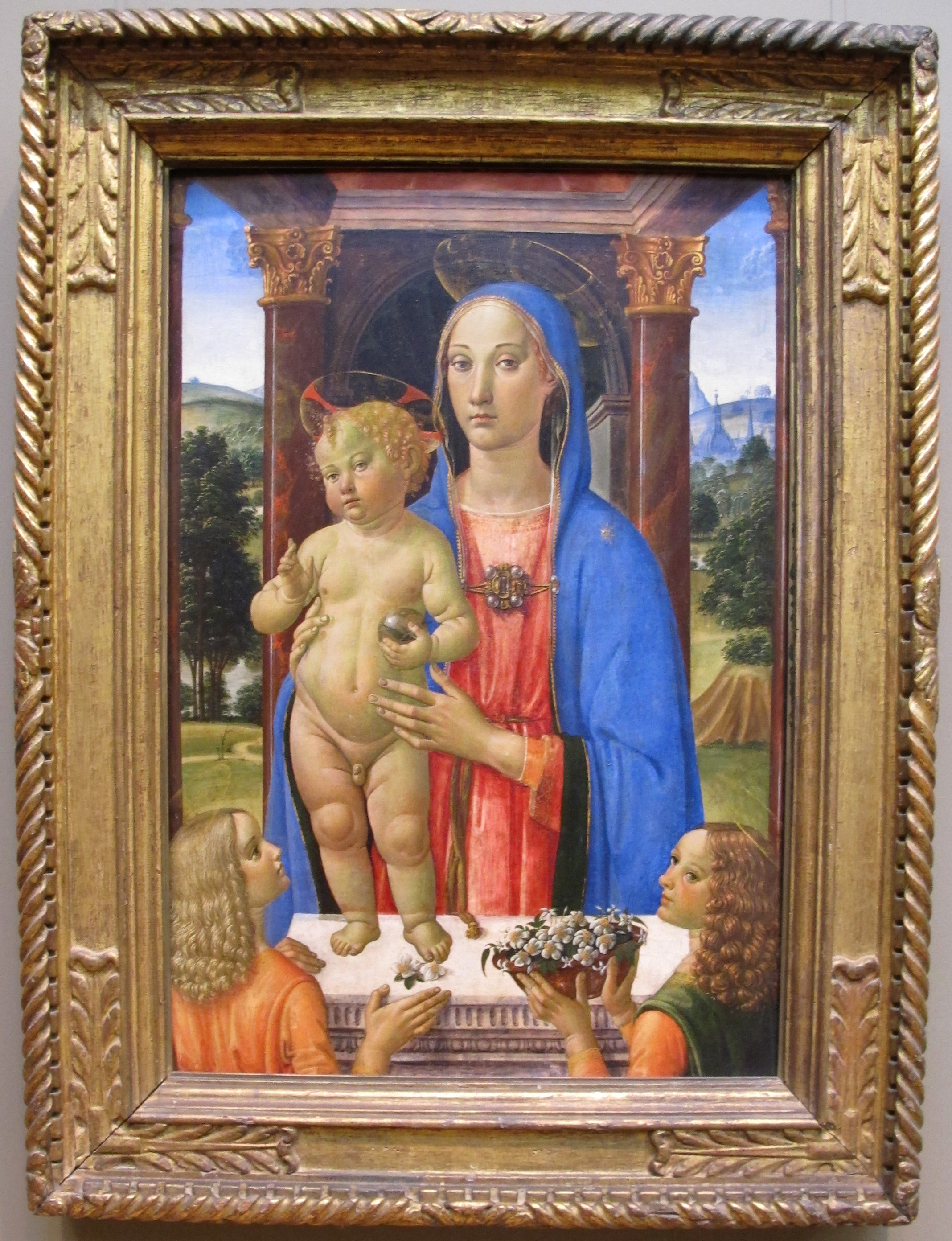
مدونا و کودک به همراه فرشتگان

## مطالعه بیشتر
- Pope-Hennessy, John & Kanter, Laurence B. (1987). The Robert Lehman Collection I, Italian Paintings. New York, Princeton: The Metropolitan Museum of Art in association with Princeton University Press. ISBN 0870994794.{{cite book}}:  نگهداری یادکرد:نام‌های متعدد:فهرست نویسندگان (link) (see index; plate 78)